# Signes (Var)
Signes település Franciaországban, Var megyében. Lakosainak száma 3126 fő (2022. január 1.). Signes Cuges-les-Pins, Le Beausset, Le Castellet, Évenos, Mazaugues, Méounes-lès-Montrieux, Plan-d’Aups-Sainte-Baume, Riboux, La Roquebrussanne és Solliès-Toucas községekkel határos.

## Népesség
A település népessége az elmúlt években az alábbi módon változott:
| Lakosok száma | 2732 | 2779 | 2848 | 2844 | 2892 | 2927 | 2992 | 3059 | 3126 |
|               | 2013 | 2015 | 2016 | 2017 | 2018 | 2019 | 2020 | 2021 | 2022 |